# Southern Necropolis

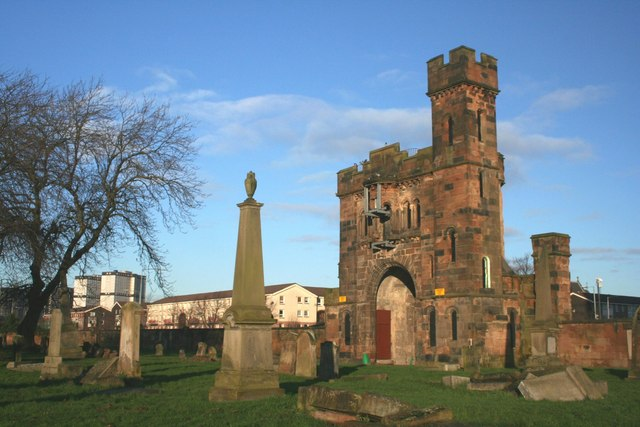
Southern Necropolis mit Torhaus

Die Southern Necropolis ist ein Friedhof in der schottischen Stadt Glasgow.

## Geschichte
Im heutigen Glasgower Stadtteil Gorbals wurde 1770 ein neuer Stadtfriedhof eingerichtet. Nachdem infolge des Choleraausbruchs 1832 auf diesem Friedhof bereits Massenbestattungen vorgenommen werden mussten, waren gegen Ende der 1830er Jahre auch sämtliche in Privatbesitz befindlichen Grabstellen auf diesem Gelände ausgeschöpft. Um auch künftig günstige Grabstellen für die Arbeiterklasse bieten zu können, wurde im November 1839 die Einrichtung der Southern Necropolis beschlossen. Der Friedhof wurde ab 1840 genutzt und infolge des hohen Bedarfs noch im selben Jahrzehnt mehrfach erweitert.
1970 wurde die Anlage als Einzeldenkmal in die schottischen Denkmallisten in der Kategorie B aufgenommen. Das zugehörige Torhaus ist als Denkmal der höchsten Denkmalkategorie A klassifiziert. Beide Bauwerke zusammen bilden außerdem ein Denkmalensemble der Kategorie A. 2010 wurde die Anlage in das Register gefährdeter denkmalgeschützter Bauwerke in Schottland aufgenommen. Ihr Zustand wurde 2014 als sehr schlecht bei gleichzeitig hoher Gefährdung eingestuft.

## Beschreibung
Die Southern Necropolis liegt an der Caledonia Road (A730) im südlichen Glasgower Stadtteil Gorbals. Der Friedhof ist in drei Sektionen (West, zentral und Ost) unterteilt. Es finden sich dort zahlreiche aufwändig gestaltete Grabmale. Unter anderem liegen der Unternehmer Thomas Lipton sowie die Architekten Alexander Thomson und Charles Wilson, der auch das Torhaus entwarf, dort begraben.

## Torhaus
Das neoromanische Torhaus an der Nordostseite wurde 1848 nach einem Entwurf Charles Wilsons erbaut. Es ist mit Pseudobewehrung gestaltet. Die Archivolte des Rundbogenportals ist aufwändig ornamentiert. Oberhalb des Torbogens verläuft eine Rundbogenfensterarkade mit Halbsäulen. Links ragt ein zinnenbewehrter Treppenturm auf. Die dem Friedhof zugewandte Seite ist schlichter ausgestaltet mit einer reduzierten Anzahl von Fenstern.